# Pickleball aux Jeux africains de 2023
La compétition de pickleball des Jeux africains de 2023 se déroulent du 11 au 16 mars 2024 à Accra, au Ghana. Le sport fait sa première apparition dans le programme des Jeux africains en tant que sport de démonstration.

## Nations participantes
Parmi les pays engagés dans la compétition se trouvent : 
- Afrique du Sud
- Bénin
- Égypte
- Ghana
- Kenya
- Nigeria
- République démocratique du Congo
- Sierra Leone

## Compétition
La compétition est dominée par le Kenya (trois médailles d'or, deux médailles d'argent, deux médailles de bronze), suivi de l'Égypte (deux médailles d'or et une médaille de bronze) et du Nigeria (deux médailles d'argent et trois médailles de bronze). Le Ghana remporte trois médailles de bronze (en simple dames avec Lawrencial Onome, en double dames avec Blessing Amelia Azaglo et Adokwe Shanissi et en double hommes avec George Nyarkoh et Joseph Acheampong). L'Afrique du Sud remporte une médaille d'argent en double dames avec Lynette Whelpton et Bianca Auret et une médaille de bronze en simple dames avec Bianca Auret.